# Музыка Косова

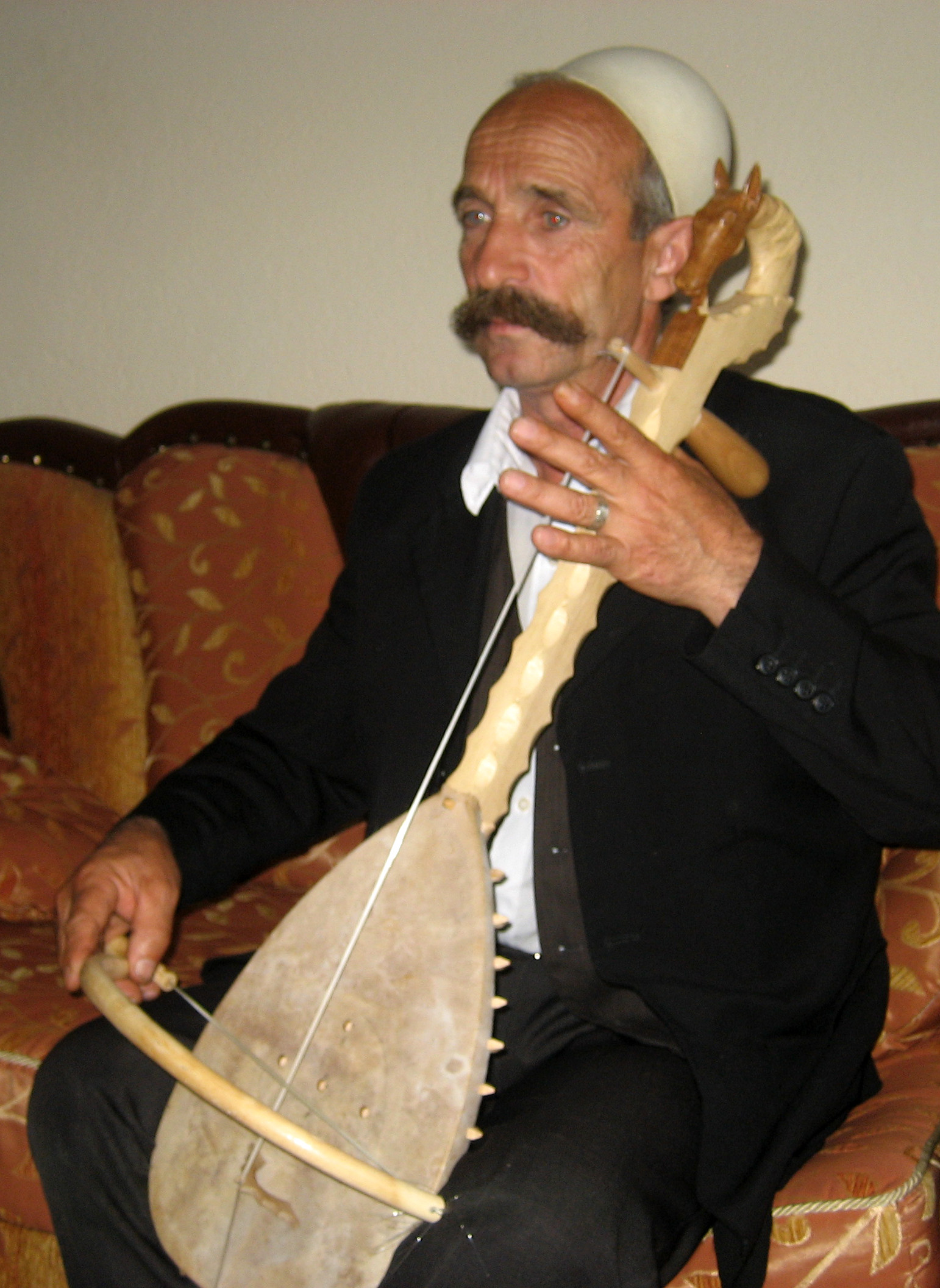
Косоварский музыкант, играющий на лагуте

Музыка Косова (алб. Muzika në Kosovë) — часть европейской культуры, музыка населения Косова, в которой определяющую роль играет музыка косовских албанцев, составляющих абсолютное большинство, в условиях незначительной доли влияния музыки мелких национальных меньшинств частично признанной Республики Косово.
На протяжении всей своей истории музыка косоваров служила важным культурным фактором, составляя значительную часть косовской национальной идентичности и вобрав в себя в качестве художественной основы давнюю и традиционную народную музыку (которая отличается албанской инструментальностью), рапсодии, классическую музыку и западную культуру.
Хотя на косовском музыкальном рынке царит популярная музыка, классика и фолк остаются актуальными, при этом многие современные косовские музыканты часто берутся за восстановление былых музыкальных традиций. Между тем, ведущей музыкальной тенденцией Косова является ориентация на западную музыку, а к основным популярным жанрам относятся поп, рок, хип-хоп, электронная музыка, джаз.

## Народная музыка
В прошлом эпическую поэзию в Косове и северной Албании исполняли на лагуте (однострунной скрипке), а затем использовалась более мелодичная «чифтелия» (алб. çiftelia), которая имеет две струны: одну — для мелодии и одну — для рокота. Исследования по культурной антропологии показали древность этой традиции и тот факт, что она развивалась параллельно с другой традиционной музыкой на Балканах. В то же время различные археологи обнаружили находки, датированные V веком до нашей эры, такие как картины на камне, изображающие музыкантов с инструментами, в частности портрет «Пани» с аэрофоном, подобном флейте.

## Современная музыка

### Албанская музыка

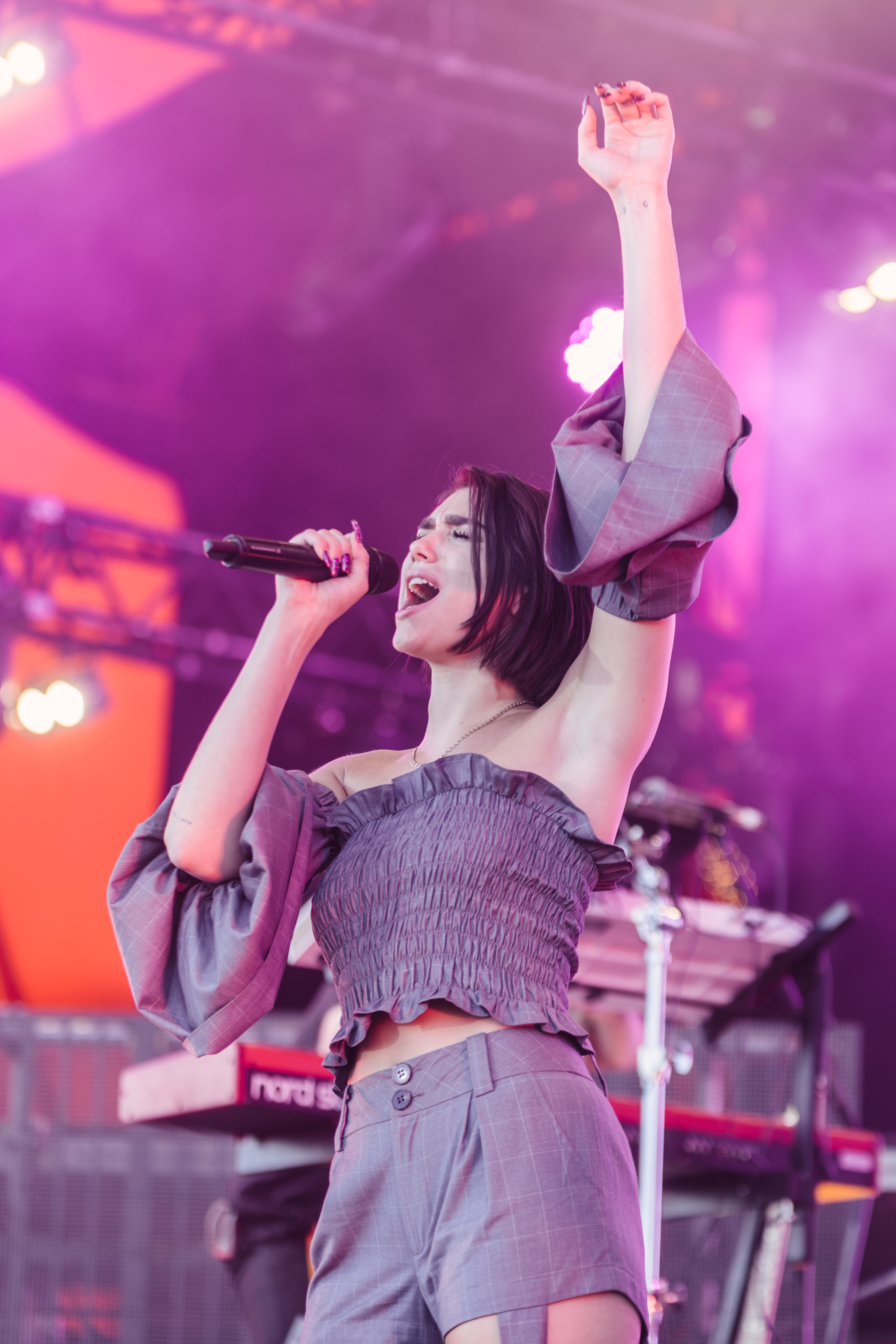
Дуа Липа — британская поп-исполнительница косоварского происхождения

Характеризуется использованием аутентичного албанского инструмента «чифтелия» (алб. çiftelia), мандолины, мандолы и ударных.
Самые известные албанские рок-группы: «Gjurmët», «Diadema», «Jericho», «Offchestra», «Toxin», «Purgatory», «Minatori», «Trix», «Rock Gjinis», «Troja», «Votra», «Humus», «Asgjë Sikur Dielli», «Gillespie», «Kthjellu», «Cute Babulja», «Babilon», «Bloody Foreigners» и другие.
Выдающийся албанский музыкант в стиле джаза и электронной музыки — Илир Байри.
Среди самых популярных коммерческих исполнителей и исполнительниц нынешнего Косова Ледри Вула, Рита Ора, Эра Истрефи, Дуа Липа, Орхидея Латифи «Кида», Дхурата Дора, Нора Истрефи, Майк, Гента Исмайли, Рона Нишлиу, Ведат Адеми и Аделина Исмайли.
Представители фольклорной музыки из Косова — фольклорная группа Шота, музыкальная группа «Agimi» и другие коллективы.

### Музыка сербского меньшинства
Сербская музыка в Косове занимает небольшую нишу как музыка нацменьшинства и представляет собой смесь традиционной музыки (которая является частью более широкой балканской традиции) с собственным отличительным звучанием и различными турецкими влияниями. Сербские песни из Косова стали источником вдохновения для 12-го песенного венка «Руковет» авторства композитора Стевана Мокраняца. Большую часть сербской музыки из Косова составляет церковная музыка при некоторой доли песенной эпической поэзии. Это национальное меньшинство Косова также использует сербский национальный однострунный инструмент гусле.

## Рок-музыка

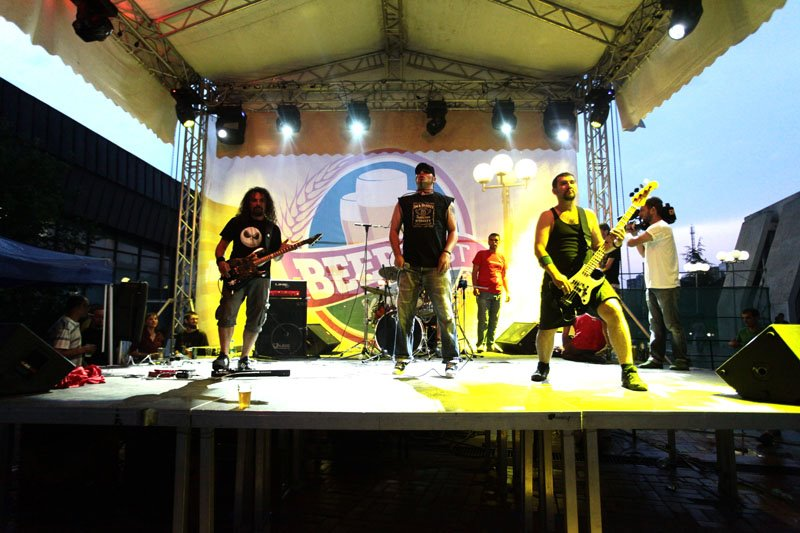
Рок-группа «Troja»

Несмотря на то, что рок-музыка в Косове всегда была ориентирована на Запад, влияние Югославии также в определённой мере сказалось на ней, но оказалось кратковременным. Одна из первых популярных албанских рок-групп, которая образовалась в 1964 году в г. Приштине, называлась «Blue Star» (Синяя звезда), впоследствии переименованная в «Modestët». В Митровице в начале 1970-х годов рок-музыку создавали как этнически албанские, так и сербские группы, хотя каждая из этих двух этнических групп имела свою отдельную аудиторию и исполняла песни на своём языке. Исключением могли служить такие биэтнических группы, как «MAK», в которую входили и албанские и сербские музыканты, и «FAN», но такое межэтническое сотрудничество в рамках этих проектов было недолгим.
В течение 1980-х годов Приштина была важнейшим средоточием албанской рок-музыки. Среди фаворитов была группа «Gjurmët», основанная в 1981 году. Сочетая рок-музыку с «muzikë qytetare», она заложила основы албанского рока. Другими известными коллективами, сформированными в этот период, были «Ilirët», «403», «Telex», «Seleksioni 039», «Minatori» и «Menkis». С другой стороны, музыкальный андеграунд более тяготел к панку. Самой известной андеграундной панк-рок-группой Приштины 1980-х гг. была «Lindja» с её ведущим музыкантом Луаном Османи (лид-гитара). Начало 90-х годов породило другие рок-группы и отдельных исполнителей, которые играли в основном в Косове: «Troja», «Dardan Shkreli», «Blla blla blla» и «Elita 5» (с Македонии).
Во время параллельного управления (1989—1999 гг.) и после войны в Косове в 1999 году возникло несколько новых косовско-албанских групп, среди которых наиболее известны: «Diadema», «KEK», («Kreativ e jo Komercial» — «творческий и некоммерческий»), «7me7», «The Hithat», «Cute Babulja», «Por-no», «Gre3n», «Retrovizorja».
После 2004 года появилось немало альтернативных рок-групп, которые сформировали новую волну. Многие коллективы создавались, распадались и создавались повторно. Это такие команды, как «Votra», «Gillespie», «The Bloody Foreigners» и «Gre3n» (перестала существовать в 2008 году), а также «Glasses», «Dizzies» (некоторые из участников перешли с «Gillespie»), «The Freelancers», где большинство дебютировало в 2009 году.

## Музыка за рубежом

### Музыканты
Современные поп-звёзды Рита Ора и Дуа Липа, получившие международное признание, являются этническими албанками косоварского происхождения. Кроме того, громко заявила о себе Эра Истрефи, которая своей песней «BonBon» сделала международный прорыв, а музыкальное произведение звучало в хит-парадах по всему миру. Другими известными музыкантами являются обладатели престижных музыкальных премий Ardita Statovci и Petrit Çeku.

### Евровидение
Республика Косово никогда не участвовала в конкурсе песни «Евровидение», однако предпринимала попытки дебютировать на нём.